# Ярославские князья
Не путать с князьями — Ярославовы.
Князья Ярославского княжества второй династии и их потомки до выделения в отдельные рода. Полужирным отмечены правители Ярославского княжества. Указано колено от Рюрика.

Яросла́вские — русский княжеский род, отрасль Смоленских князей, Рюриковичи.
Род внесён в Бархатную книгу. Ветвь князей Ярославских являлась самой многочисленной в роду Рюриковичей и насчитывала 33 фамилии. При подаче документов в Палату родословных дел, поколенные росписи смогли подать менее половины от общего числа фамилий князей Ярославских, известных в XVI-первой половине XVII века, часть из которых уже угасла и сведения о них были приведены по данным Государева родословца 1550-х годов и вероятно, что по информации предоставленной другими фамилиями.
Условно, состав фамилий князей Ярославских можно разделить на три группы:
1. Старшая ветвь, потомки первого сына князя Василия Давыдовича Грозного: Алабышевы, Аленкины, Троекуровы, Сисеевы, Великогагины (Гагины), Шестуновы, Курбские, Пеньковы, Юхотские, Кубенские.
2. Средняя ветвь, потомки двух младших сыновей В. Д. Грозного: Щетинины, Засекины-Темносиние, Засекины-Бородатые, Засекины-Солнцевы, Засекины-Жировые, Засекины-Давыдковские, Шаховские, Морткины, Бельские, Шехонские, Деевы, Зубатые-Львовы, Охлябинины, Хворостинины.
3. Младшая ветвь, потомки князя Михаила Давыдовича Моложского: Сицкие, Моложские, Судцкие, Прозоровские, Шуморовские, Шамины (Глебовы), Голыгины, Ушатые, Дуловы.

Также к князьям ярославским относятся фамилии: Векошкины, Романовичи, Хромые, Сонцовы, Баташевы, Пешехонские, Безчестьевы, Будиносы, Сандыревские, Лугвицыны.

## Происхождение и история рода
В поколенной росписи родословной книги из собрания М. А. Оболенского указано происхождение: великий князь и святой Владимир Всеволодович Мономах имел сына князя и святого Мстислава Владимировича Смоленского, который был на великом княжении в Киеве, там же на княжении был его сын Ростислав Мстиславич, который посадил на Смоленск своего сына князя Давыда Ростиславича, имевшего сына князя Мстислава Давыдовича и внука князя Ростислава Мстиславича. У князя Ростислава Мстиславовича был сын князь и святой Фёдор Ростиславович по прозванию Чёрный, которому достался в наследство Можайск и женившись на дочери последнего ярославского князя Василия Всеволодовича получил в приданое — Ярославль. Супруга и малолетний сын умерли и женившись второй раз на татарской княжне, дочери знатного ногайского владельца, могуществом которого был удержано за собой и за наследниками своими — Ярославское княжество, почему он и его потомки назывались Ярославскими князьями.
К 1565 году наиболее видные представители князей Ярославских сошли с политической жизни и во второй трети XVI века, как правило, не имели достаточно многочисленного потомства и имели тенденции к угасанию. К этому времени, характерен разрыв родственных связей между фамилиями-однородцев, мало данных о случаях родственной поддержки фамилиями более высокого общественного статуса, родни из низших прослоек.

## Известные представители
| №                     | Имя, Отчество                            | № отца | Примечания |
| --------------------- | ---------------------------------------- | ------ | --- |
| Колено XIII от Рюрика |                                          |        | |
| 1                     | Фёдор Ростиславич Чёрный                 |        | XIII кол. († 1300) — по происхождению кн. Смоленский, по уделу первой жены — князь ярославский, родоначальник всех ветвей, удельных и служилых, князей ярославских, причислен к лику святых. |
| Колено XIV            |                                          |        | |
| 2                     | Михаил Фёдорович                         | 1      | († ранее отца в XIII в.) — сын от первого его брака, на нём оборвалась первая династия Ярославских князей, происходящая от князя Всеволода Константиновича. |
| 3                     | Давид Фёдорович                          | 1      | († 1321) — от брака с татарской княжной, князь ярославский, родоначальник родов ярославских собственно ветвей князей, причислен к лику святых. |
| 4                     | Константин Фёдорович Улемец              | 1      | († не позднее 1321) — от брака с татарской княжной, причислен к лику святых, похоронен с отцом, бездетный. |
| Колено XV             |                                          |        | |
| 5                     | Василий Давидович Грозные Очи            | 3      | Умер в 1345 году. |
| 6                     | Михаил Давыдович Мологский               | 3      | Князь Моложский, родоначальник князей Моложские, а его потомки родоначальники князей Шуморовские, Голыгины, Шамины, Ходыревы, Ушатые, Дуловы, Сицкие, Прозоровские. |
| Колено XVI            |                                          |        | |
| 7                     | Василий Васильевич                       | 5      | Князь Ярославский, участвовал в походе на Тверь (1375). |
| 8                     | Глеб Васильевич                          | 5      | |
| 9                     | Роман Васильевич                         | 5      | Воевода войск правой руки в походе из Коломны против Мамая (август 1380), построил город Романов на Волге. |
| Колено XVII           |                                          |        | |
| 10                    | Иван Васильевич Большой                  | 7      | Умер в 1428 году. |
| 11                    | Фёдор Васильевич                         | 7      | Княжил в Ярославле, известен только по родословным, но по некоторым хронологическим соображениям несомненно, что при этом князе, в 1433 г., галицкие князья Василий Косой и Дмитрий Шемяка после известного оскорбления их на свадебном пиру вел. кн. Василия по дороге домой заехали в Ярославль, разграбили город и похитили «казны всех князей». |
| 12                    | Семён Васильевич Новленский              | 7      | Имел прозвание от владения Новлень, но писался сам и его потомки князьями Ярославскими, удельный князь Новленский (прибл. 1400—1440). Помог Александру Куштскому основать церковь и монастырь на реке Куште. Имел сына Даниила и дочь Анну, вышедшую в 1408 году за Ярослава Владимировича, князя боровского.                                       |
| 13                    | Дмитрий Васильевич Заозерский            | 7      | По уделу князь заозерский. имел прозвание своего деда, но назывался князем Ярославским, как и двое его детей, родоначальник князей Заозёрские и Кубенские, канонизирован русской православной церковью. |
| 14                    | Иван-Воин Васильевич Меньшой             | 7      | Умер бездетным. |
| 15                    | Иван Глебович                            | 8      | |
| 16                    | Фёдор Глебович                           | 8      | |
| 17                    | Константин Глебович Шаховской            | 8      | Родоначальник князей Шаховские. |
| 18                    | Иван Романович Не благословенный Свистун | 9      | |
| 19                    | Дмитрий Романович                        | 9      | |
| 20                    | Василий Романович                        | 9      | |
| 21                    | Даниил Романович                         |        | |
| 22                    | Андрей Романович Большой                 | 9      | В 1380 году воевода войск правой руки в государевом походе из Коломны против Мамая. |
| 23                    | Андрей Романович Меньшой                 | 9      | |
| Колено XVIII          |                                          |        | |
| 24                    | Роман Иванович                           | 10     | |
| 25                    | Александр Иванович                       | 10     | В 1455 году послан от великого князя воеводою войск на Казань, убит в бою на Арском поле. |
| 26                    | Василий Иванович                         | 10     | |
| 27                    | Яков-Воин Иванович                       | 10     | В 1455 году послан от великого князя воеводою войск на Казань, убит в бою на Арском поле. |
| 28                    | Семён Иванович Курбский                  | 10     | Родоначальник князей Курбские. |
| 29                    | Александр Фёдорович Брюхатый             | 11     | Владел Ярославским княжеством, но при нём княжество отошло под великого князя Ивана III Васильевича и перестало сосуществовать отдельным княжеством, умер в 1471 году. |
| 30                    | Даниил Семёнович                         | 12     | Последний князь Новленский. |
| 31                    | Фёдор Дмитриевич                         | 13     | |
| 32                    | Андрей Дмитриевич                        | 13     | |
| 33                    | Семён Дмитриевич Кубенский               | 13     | |
| 34                    | Василий Иванович                         | 15     | |
| 35                    | Михаил Иванович                          | 15     | |
| 36                    | Фёдор-Иван Иванович                      | 15     | |
| 37                    | Роман Иванович                           | 15     | |
| 38                    | Фёдор Фёдорович                          | 16     | |
| 39                    | Иван Фёдорович Засекин                   | 16     | Родоначальник князей Засекины. |
| 40                    | Семён Фёдорович Щетинин                  | 16     | Родоначальник князей Щетинины, от которого пошли князья Темносиние, Сандыревы, Засекины, Сонцовы и Сонцовы-Засекины, Жировые-Засекины. |
| 41                    | Андрей Иванович Шехонский                | 18     | Родоначальник князей Шехонские, его потомки родоначальники князей Адашевы-Шехонские и Шехонские-Сомовы. |
| 42                    | Фёдор Иванович Морднин (Морткин)         | 18     | Родоначальник князей Морткины и его потомки князья Бельские-Морткины. |
| 43                    | Василий Дмитриевич                       | 19     | |
| 44                    | Иван Дмитриевич Деев                     | 19     | Родоначальник князей Деевы. |
| 45                    | Василий Васильевич                       | 20     | |
| 46                    | Лев Данилович Зубатов                    | 21     | |
| 47                    | Василий Данилович Ухорский               | 21     | Владел Ухорским княжеством, откуда произошло и прозвание. От его детей пошли князья Охлябинины и Хворостинины. |
| Колено XIX            |                                          |        | |
| 48                    | Фёдор Романович                          | 24     | Упоминается с 1463 по 1478 года. |
| 49                    | Пётр Романович                           | 24     | |
| 50                    | Семён Романович                          | 24     | В 1469 году пожалован в бояре, в 1474 году. |
| 51                    | Лев Романович Троеруков                  | 24     | |
| 52                    | Юрий Васильевич                          | 26     | |
| 53                    | Фёдор Васильевич                         | 26     | |
| 54                    | Даниил Васильевич                        | 26     | В 1469 году послан первым воеводою войск на Устюг, откуда велено ему идти на Казань, где в мае и июне, в трёх боях разбил казанцев. |
| 55                    | Василий Васильевич Шастун-Великий        | 26     | Родоначальник князей Гагины, Великогагины, Шастуновы и Кнутовы. |
| 56                    | Даниил Александрович Пенько              | 29     | Родоначальник князей Пенковы (Пеньковы). |
| 57                    | Иван Данилович Юхотский                  | 30     | Родоначальник князей Юхотские. |
| Колено XX             |                                          |        | |
| 58                    | Василий Фёдорович Мамон                  | 48     | Родоначальник князей Мамоновы (в родословной книге из собрания М. А. Оболенского показано, что он бездетный). |
| 59                    | Фёдор Фёдорович Алабышев                 | 48     | Родоначальник князей Алабышевы. |
| 60                    | Пётр Семёнович Кривой                    | 50     | Воевода и наместник. |
| 61                    | Иван Семёнович Семейка                   | 50     | В 1513 году второй воевода Передового полка в Туле, а оттуда взят Государём в смоленский поход, в 1514 году первый воевода войск левой руки в походе под Смоленск, убит в бою с поляками и литовцами под Оршею, бездетный. |
| 62                    | Константин Семёнович Сисеев.             | 50     | Родоначальник княжеского рода Сисеевы. |
| 63                    | Михаил Львович Троекур                   | 51     | Родоначальник княжеского рода Троекуровы. |
| 64                    | Давыд Данилович Хромой                   | 54     | Воевода и наместник. |
| Колено XXI            |                                          |        | |
| 65                    | Александр Фёдорович Алёнка               | 59     | Воевода. |
| 66                    | Иван Петрович                            | 60     | В 1543 году первый воевода войск левой руки во Владимире, в 1544 году первый воевода Передового полка в Калуге, в 1556 году первый воевода в Василь-городе. |
| 67                    | Борис Петрович                           | 60     | В 1552 году убит казанцами в бою на Солдоге. |